# Héctor Vargas
Pour les articles homonymes, voir Vargas.
Héctor Eduardo Vargas Bastidas S.D.B., né le 29 décembre 1951 à Valdivia et mort le 7 mars 2022, est un évêque catholique chilien, ordinaire du diocèse d'Arica puis du diocèse de Temuco de 2013 à 2022. Il appartient à la congrégation des salésiens de Don Bosco.

## Biographie
Héctor Vargas poursuit ses études au collège des salésiens de sa ville natale, puis entre au séminaire des salésiens de Santiago du Chili où il prononce ses premiers vœux en 1972. Il est ordonné prêtre en 1988 des mains de Mgr Tomas González Morales, évêque de Punta Arenas, qui avait été son maître des novices. Il travaille dans diverses œuvres de sa congrégation, en particulier à Puerto Porvenir, Punta Arenas, Talca, Santiago, et à La Cisterna. Il enseigne aussi au séminaire salésien et il est supérieur et recteur des collèges salésiens de Linares et à la Gratitud Nacional de Santiago.
Héctor Vargas est professeur d'État de l'université pontificale catholique du Chili, où il avait effectué ses études de philosophie et de théologie; de plus il possède un magister de sciences de l'éducation de l'université pontificale salésienne de Rome. Il a été conseiller des pays du cône Sud de la confédération inter-américaine d'éducation catholique (CIEC) et représentant de l'Office mondial de l'éducation catholique (OIEC) devant la commission économique des Nations unies pour l'Amérique latine (CEPAL). De plus Héctor Vargas a été vice-provincial et responsable de la pastorale de la congrégation salésienne au Chili; assesseur du mouvement de jeunesse salésien. Il a été pendant sept ans président de la fédération des institutions d'éducation privées (FIDE). Il a fait partie de l'équipe de direction du conseil des recteurs des universités chiliennes.
Le pape Jean-Paul II le nomme évêque d'Arica le 25 novembre 2003 (succédant à Mgr Renato Hasche Sánchez, s.j.). Il est consacré évêque le 4 janvier 2004 et choisit la dévise Testimonio de Cristo Pastor. Il convoque d'emblée un synode diocésain, pour les orientations des cinq ans à venir. En 2008, il est reçu en audience officielle par Benoît XVI pour rendre compte de la marche du diocèse. Expert en matières éducatives et de caractère exigeant, il a dû se confronter à des tenants de positions plus libérales dans le domaine éducatif dans la gestion des collèges salésiens notamment. Il ouvre une école pour le diaconat permanent (ordonne dix-sept hommes mariés) et instaure des ministres laïcs pour le ministère de la Parole et de l'Eucharistie. Il ouvre aussi des colonies au service d'enfants en risque social et soutient divers mouvements de pastorale des familles. Il instaure aussi le programme « Alpha » d'évangélisation de proximité, etc.
Il s'oppose aux mouvements estudiantins de 2011.
En mai 2013, le pape François le transfère à Temuco , et il prend possession de son diocèse en juillet suivant. Comme tous les évêques chiliens, il offre sa démission au pape le 18 mai 2018. Au sein de la conférence épiscopale du Chili, Mgr Vargas s'est occupé en priorité des questions d'éducation.